# Недостаточность декарбоксилазы ароматических аминокислот
Недостаточность декарбоксилазы ароматических аминокислот - редкое аутосомно-рецессивное генетическое заболевание, вызываемое мутациями гена DDC, кодирующего соответствующий фермент.

## Симптомы
Первые симптомы заболевания проявляются в возрасте нескольких месяцев (в среднем 2.7 месяца). Наиболее часто отмечаются следующие симптомы:
- Мышечная гипотония
- Отставание в развитии
- Окулогирные кризы
- Двигательные расстройства - проблемы с инициацией и контролем движений
- Дистония и дискинезия
- Нарушение моторики ЖКТ
- Нарушение работы вегетативной нервной системы (избыточное потоотделение, заложенность носа)

У некоторых пациентов может развиться церебральная фолатная недостаточность, поскольку избыток L-дофамина приводит к истощению запасов доноров метильных групп, таких как S-аденозилметионин и 5-MTHF. Таким пациентам показан контроль содержания 5-MTHF в спинномозговой жидкости и назначение фолиновой кислоты для коррекции церебральной фолатной недостаточности.

## Этиология
Нарушение работы декарбоксилазы ароматических аминокислот приводит к дефициту серотонина, дофамина, норадреналина и адреналина.

## Эпидемиология
Согласно консенсусному руководству, опубликованному в 2017 году, по состоянию на 2017 год в научной литературе было упомянуто 117 индивидуальных случаев заболевания. Первые известные случаи заболевания описаны в 1990 году. 56 из упомянутых пациентов принадлежали к мужскому полу, 42 - к женскому, а в отношении 19 пациентов не имелось указания на половую принадлежность.

## Диагностика
При подозрении на наличие заболевания по совокупности симптомов проводится анализ спинномозговой жидкости пациента. Если в образце спинномозговой жидкости выявляется недостаток соответствующих веществ, возможно подтверждение диагноза с помощью генетического анализа и измерения активности декарбоксилазы ароматических аминокислот.
Типичная картина, наблюдаемая при анализе образца спинномозговой жидкости: сниженные уровни 5-гидроксииндолуксусной кислоты (5-HIAA), гомованилиновой кислоты (HVA),  3-метокси-4-гидроксифенилгликоля (MHPG), при нормальных уровнях птеринов, включая неоптерин и биоптерин, и повышенных уровнях 3-O-метилдопа (3-OMD), L-ДОФА и 5-гидрокситриптофана (5-HTP).

## Терапия
На данный момент заболевание является неизлечимым, однако часть симптомов можно облегчить с помощью физиотерапии, реабилитационной терапии, логопедической терапии. Некоторым пациентам может потребоваться энтеральное питание из-за проблем с разжевыванием и проглатыванием пищи.
Недостаточность нейромедиаторов можно скомпенсировать назначением медикаментов. Так, применяются агонисты дофамина, такие как ротиготин и прамипексол, а также ингибиторы моноаминоксидазы, такие как селегилин. Также может потребоваться назначение медикаментов для коррекции дискинезии, борьбы с запорами и коррекции иных симптомов.
В 2010-х годах был разработан препарат генной терапии эладокаген экзупарвовек, представляющий собой вирусный вектор, который переносит человеческую кДНК гена DDC. Препарат успешно показал себя в клинических испытаниях, и по состоянию на май 2022 года проходил процесс рассмотрения европейскими органами здравоохранения.